# Calamoecia canberra
Calamoecia canberra is een eenoogkreeftjessoort uit de familie van de Centropagidae. De wetenschappelijke naam van de soort is voor het eerst geldig gepubliceerd in 1962 door Bayly.